# L'età difficile
L'età difficile (Les mistons, letteralmente I monelli) è un cortometraggio del 1957 diretto da François Truffaut.
Girato a Nîmes e dintorni, è stato proiettato in pubblico per la prima volta nel 1958. L'età difficile tratta due temi carissimi al regista e che torneranno più volte nelle sue opere successive, ovvero i primi turbamenti amorosi e l'infanzia rappresentata, secondo l'opinione di Jacques Rivette, "scrostata da tutti gli strati di convenzionalità che la deformano quasi sempre sullo schermo".

## Trama
È la storia di cinque giovanissimi che trascorrono l'estate spiando una giovane coppia di innamorati: Bernadette e Gérard. È la storia dei loro primi turbamenti amorosi davanti alla bellezza solare di Bernadette dei quali si vendicano cercando di rendere la vita impossibile alla coppia. Il film termina con la partenza di Gérard per una spedizione alpinistica in cui troverà la morte: i ragazzi apprenderanno la notizia con indifferenza.

## Analisi del film
Se il primo cortometraggio di Truffaut, Une visite, era stato quasi un gioco tra amici, questa è un'opera sicuramente più meditata. Non a caso è anche la prima produzione della neonata casa di produzione Les Films du Carrosse (in omaggio a La carrosse d'or, film di Jean Renoir), che ha come presidente lo stesso Truffaut, come amministratore André Bazin e che produrrà quasi tutte le pellicole del regista francese.
In Les mistons è già evidente un'altra caratteristica che ha accompagnato l'intera opera del regista: le citazioni di altri film, che però non sono mai un puro divertissement da cinefilo ma sono la trasposizione filmica delle simpatie e delle antipatie del Truffaut critico. Si potrebbe quasi dire che il regista francese non smette mai di essere critico cinematografico e lo fa sulla carta di giornale, continuando a scrivere di cinema, e sulla pellicola, quando sostituisce la macchina da scrivere con quella da presa. Così nel film si colgono omaggi ai fratelli Lumière, a Jean Vigo, a Roger Vadim, all'amico Jacques Rivette, di cui i due fidanzati vedono al cinema il suo Le coup du berger, ma anche la critica feroce a Chiens perdus sans collier, film di Jean Delannoy già stroncato da Truffaut. Infatti all'uscita del cinema uno dei ragazzi protagonisti ne strappa la locandina mentre gli altri cantano Colliers perdus sans chiens, rovesciando così il testo della canzone di Paul Misraki e Edmond Bacri che fa parte della colonna sonora del film di Delannoy.

## Colonna sonora
La colonna sonora originale è composta da dieci brani la cui durata è in genere compresa tra i 10 secondi e il minuto, per un totale di circa 12 minuti il che, tenendo conto della durata della pellicola, costituisce una percentuale molto alta, la più alta tra tutta la produzione cinematografica del regista francese.
Oltre a Chiens perdus sans collier, i mistons cantano Le facteur de Santa Cruz di François Barcellini e Fernand Bonifay. Eccetto questi brani e un breve frammento della marcia nuziale dal Lohengrin di Wagner, la restante parte della colonna sonora venne composta appositamente per il film da Maurice Le Roux. Le Roux venne scelto probabilmente poiché aveva già collaborato con altri due membri dei Cahiers du cinéma: Éric Rohmer nel cortometraggio Charlotte et son steak (1951) e Alexandre Astruc in Les mauvaises rencontres (1955). Neppure deve essere stato ininfluente il fatto che Le Roux avesse composto la colonna sonora di Vittoria amara (1957) di Nicholas Ray, uno tra i cineasti statunitensi più stimati da Truffaut.